# Cryptosyringa
Cryptosyringa is een geslacht van sponsdieren uit de klasse van de Demospongiae (gewone sponzen). 

## Soort
- Cryptosyringa membranophila Vacelet, 1979